# Martinsons

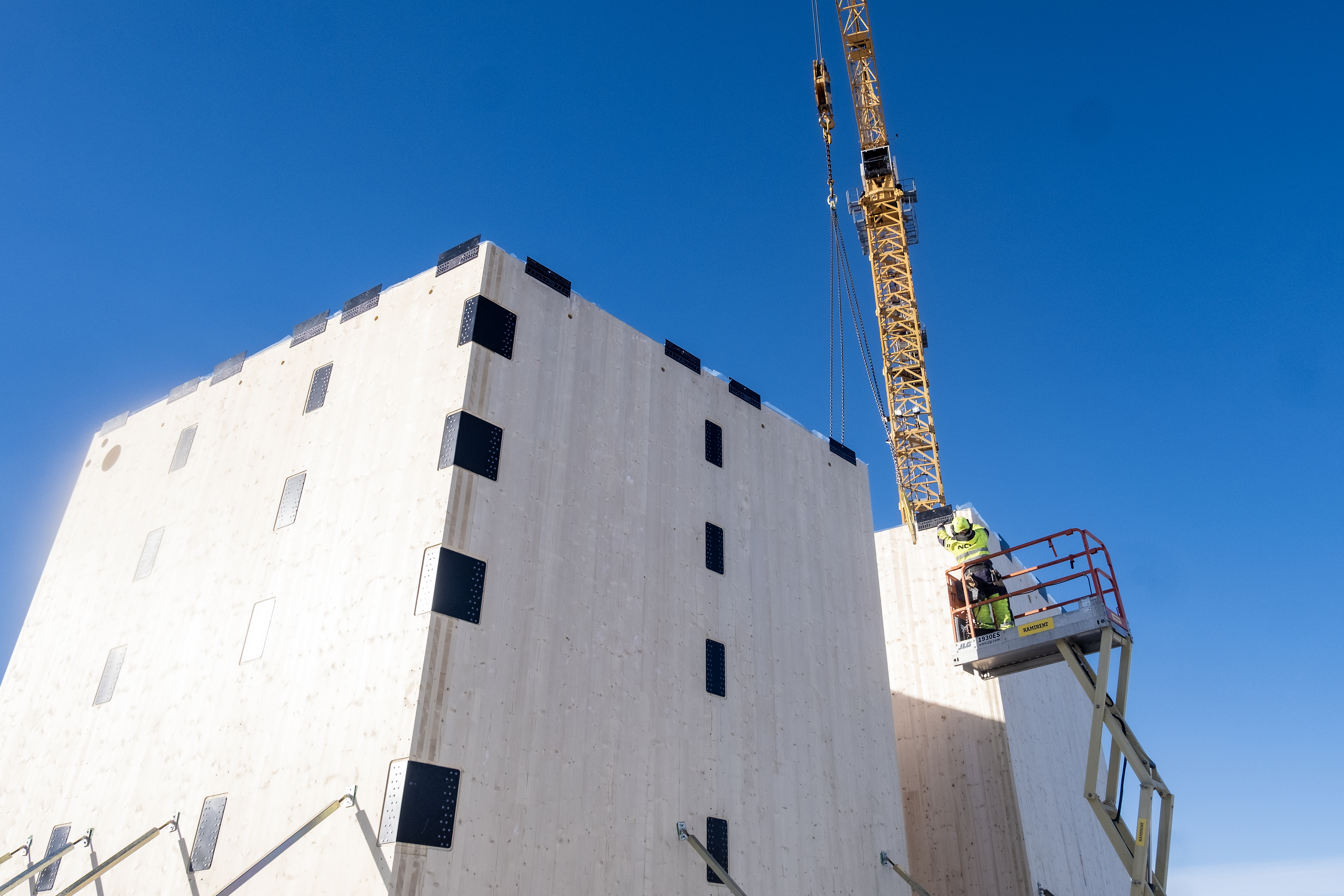
Martinsons KL-trä stomme kontorsbyggnad i Umeå

Martinsons, levererar byggsystem i limträ och KL-trä för alltifrån sporthallar, affärslokaler och lantbrukshallar till höga flerbostadshus och kontorsbyggnader. Verksamheten inkluderar såväl utveckling och konstruktion, som försäljning, projektstyrning och montage. Martinsons är sedan 2020 en del av Holmen och kontoren finns i Umeå, Bygdsiljum och Skellefteå, med ca 60 anställda och en omsättning på närmare 400 miljoner kronor. Sågverket och huvudfabrik i Bygdsiljum i Västerbotten, numera under Holmens varumärke, är en svensk träförädlingsindustri. Företaget producerar sedan 1929 sågade trävaror, var en stor producent av limträ och den första tillverkaren i Sverige av korslimmat trä. Martinsons var länge ett familjeföretag, men köptes 2020 upp av Holmen.

## Historik
- 1929 - Karl Martinson köper ett ambulerande sågverk som sonen Sigurd Martinson åker runt med i bygden
- 1941 - Sigurd Martinson uppför ett permanent sågverk i Bygdsiljum
- 1963 - Sigurds söner Nils och Åke Martinson övertar verksamheten
- 1965 - produktionen av limträ börjar
- 1970 - den första specialiserade limträfabriken byggs
- 1984 - den fjärde generationen tar över Martinsons. Tillverkning startades av den egenutvecklade comwoodstolpen[förklaring behövs]
- 1989 - första träbron byggs
- 1996 - Hällnäs Såg AB införlivas i Martinsonkoncernen
- 2003 - tillverkningen av KL-trä inleds. Wallmarks Såg AB införlivades i Martinsons och Svenska Träbroar AB övertogs i sin helhet
- 2020 - Holmen förvärvar Martinsons